# Territorio
Se denomina territorio a cualquier área (incluyendo tierras, aguas y espacio aéreo) poseída por una persona física o jurídica, sea una organización, una institución, o un Estado.
Desde la perspectiva de la geosemántica social se entiende por territorio la unión de un sentido o significado con un lugar determinado, cuya definición es validada por una comunidad.

## Territorio como concepto geográfico
El término territorio es muy usado en geografía, aunque pocas veces corresponde a su contenido conceptual con lo que suele ser necesario establecer el significado que le da cada autor con-textualmente. Algunos autores han llegado a afirmar que el territorio es el objeto principal de la investigación geográfica frente a otros términos también muy usados dentro de la geografía como paisaje, región, espacio geográfico o lugar.

Animación del globo terráqueo.

- Desde la tradición física, el término territorio puede entenderse como un sinónimo de superficie terrestre, es decir, de relieve o en su sentido más amplio (como el que le otorgaba F. von Richthofen) de la interfase entre litosfera, atmósfera e hidrosfera
- Desde la tradición ecológica, el término territorio puede entenderse como sinónimo de medio natural, con lo que suele hablarse de relaciones entre sociedad y territorio.
- Desde la tradición corológica – regional, el término territorio se refiere a un sistema o complejo formado por todos los elementos físicos y humanos de un área o región
- Desde la tradición espacial, el territorio se entiende como un sistema espacial, es decir, como un conjunto de lugares interconectados por redes y flujos horizontales. También puede usarse como sinónimo de espacio absoluto sobre el que los distintos objetos y fenómenos se depositan
- Desde la tradición paisajística, el territorio o bien se entiende como sinónimo de paisaje natural o bien como sinónimo de paisaje cultural, de conjunto de construcciones, aprovechamientos y usos que una sociedad hace sobre el suelo.
- Desde la tradición social, el territorio se entiende como el sistema socioecológico que reúne la sociedad y el medio que esta habita. El territorio se estudia tanto en sus relaciones verticales (entre sociedad y medio físico), como en sus características (organización económica, política, demográfica, espacio construido, medio físico en cuanto condiciona a la sociedad, etc) como en sus relaciones horizontales (entre los diversos subterritorios que lo conforman).

Una de las ramas de la Geografía que mayor uso ha hecho del término territorio ha sido la Geografía política. En esta subdisciplina también pueden precisarse diversos contenidos conceptuales. En ocasiones el territorio puede entenderse como el espacio físico dominado por un grupo social frente a otros. Otras veces se usa como sinónimo de Estado (especialmente en geopolítica). Finalmente suele emplearse la expresión organización territorial, para referirse a la división administrativa y de competencia dentro de un Estado.
Por último hay que citar a la ordenación del territorio como disciplina técnica relacionada con la geografía. En la ordenación del territorio este último término suele conceptualizarse de dos maneras diferentes. Primero y más comúnmente como sinónimo de suelo. Aquí ordenar el territorio quiere decir regular los distintos aprovechamientos y usos que le dan al suelo diferentes agentes. Pero en otros casos también puede entenderse como sinónimo de sistema socioecológico con lo que se estudian los diversos subterritorios que lo forman (comarcas, municipios, sistema urbano) y las relaciones y flujos horizontales que los unen con el fin de lograr un desarrollo socioeconómico equilibrado y equitativo entre estos.

## Territorio como concepto político
Es la delimitación geográfica en la cual se encuentra asentada la población. Dentro de este concepto político, es el componente esencial para la conformación de un Estado.

### Elemento físico del Estado
Existen agrupaciones humanas en las que el territorio no es de importancia primordial, por ejemplo: la iglesia, o las organizaciones internacionales. El territorio es el elemento de primer orden colocado al lado del elemento humano tratándose del Estado.
Los hombres llamados a componer el Estado deben estar permanentemente establecidos en su suelo, el cual se llama patria (patria: tierra de los padres).
No puede hacerse una igualdad o semejanza del Estado con la iglesia en el aspecto territorial, porque la misión y fines de la iglesia puramente espirituales, son diferentes de la misión y fines del Estado, en los que se involucran fundamentalmente intereses materiales.

### Funciones del territorio
El territorio tiene dos funciones:
- Negativa: es una función negativa en virtud de que circunscribe las fronteras, los límites de la actividad estatal y también a la actividad de los Estados extranjeros dentro del territorio nacional.
- Positiva: consiste en constituir el asiento físico de su población, la fuente fundamental de los recursos naturales que la misma necesita y el espacio geográfico donde tiene vigor el orden jurídico.

El Estado, para realizar su misión y sus fines, tiene necesidad de un territorio, es decir, de una porción determinada del suelo que le proporcione los medios necesarios para satisfacer las necesidades de su población. El Estado que pierde su territorio desaparece, pues ya no tiene espacio donde hacer valer su poder.

### La naturaleza del derecho del Estado sobre su territorio
Es un derecho de dominio que tiene el Estado, que se manifiesta en la facultad de expropiación por causa de utilidad pública.
“La limitación y organización del poder político dentro de una sociedad determinada, buscando así como último y central objetivo asegurar la plena vigencia de los derechos fundamentales, tiene diferentes maneras de darse y materializarse. Una de ellas toma como variable para esa limitación y organización al territorio del Estado, conociéndose habitualmente a las diversas posibilidades que puedan presentarse al respeto con la denominación de Formas de Estado”. Lo Federal, lo unitario y la pregunta sobre si realmente existe la descentralización territorial en el Perú.

## Territorio según el derecho constitucional
Ámbito espacial de validez del orden jurídico. Uno de los componentes del Estado. Entiéndase por territorio, en el derecho constitucional, no necesariamente la unidad espacial. Por tal motivo, la unidad del “territorio” no es una unidad geográfica. El territorio puede estar compuesto de partes separadas entre sí por otros territorios, que pueden pertenecer a Estados diferentes o no pertenecer a Estado alguno (en el sentido estricto de “territorio”), como por ejemplo, el de alta mar. Si todas estas partes geográficamente inconexas constituyen un todo unitario, un territorio único, débese, única y exclusivamente, a que no son sino el ámbito espacial de la validez de uno y el mismo orden jurídico. La identidad del territorio del Estado no es más que la entidad del orden jurídico.
Para otros autores es la porción en la superficie del globo terráqueo sobre la cual el estado ejerce habitualmente su soberanía. Constituye la base física del Estado, así como el elemento necesario para la subsistencia del Estado, el cual se individualiza geográficamente, por virtud de la permanencia de un pueblo en suelo. Además, constituye la determinación del Imperium, ya que la validez del orden jurídico debe ser referida a límites de espacio. El Estado se distingue de otras entidades por virtud del poder y por su carácter territorial.

## Territorio comunitario y poder local
La importancia de la descentralización política administrativa del espacio geográfico soberano del Estado, junto con el desarrollo de medios tecnológicos para anotar mapas en el contexto de la web 2.0, ha permitido la emergencia de medios de definir territorios de manera independiente de lo oficial, basándose en la producción comunal-social y la vivencia local. De este modo el territorio se produce de acuerdo al sentido que las personas le dan al lugar que habitan. El territorio así definido se consolida en la medida en que esa forma de comprender el lugar se hace común y hasta masiva. Tanto el hábitat social, la vivenciación cotidiana, el apego al lugar, como las huellas históricas de los lugares conforman un sentido común denominado territorio, de este modo el territorio es el resultado de agregar un sentido (significado) a un lugar, y que este sentido del lugar sea validado por una masa crítica de personas.
La definición comunitaria de un territorio muchas veces puede ser contrapuesta a la definición que el Estado tiene de un espacio geográfico, especialmente cuando grandes proyectos pueden atentar contra los modos constituidos territorialmente. Cuando el espacio geográfico está apropiado por un sentido comunitario, y por otros sentidos tales como el ecologismo, el paisajismo pueden convertirse en opositores significativos para grandes proyectos que emprende el Estado, las grandes empresas o ambos en connivencia. De allí surge que el territorio debe ser comprendido como sujeto a las definiciones locales.
Este problema ha sido entendido como un desafío disciplinario para la sociología, etnografía y geografía humana dedicadas a conocer los sentidos de lugar que logran el estatus de territorios, independientemente de las definiciones oficiales, en esta dinámica se generan lo que puede denominarse micro-geopolíticas locales. Para comprender estás dinámicas ha surgido la disciplina de la geosemántica social, propuesta por el sociólogo chileno Diego Cerda Seguel, como la ciencia encargada de conocer los territorios en tanto el resultado de la producción social comunitaria de los espacios geográficos, en la intersección entre lugar y sentido.

## Territorio y su sentido cultural
La idea de "territorio" es una conceptualización metodológica que forma parte del corpus geográfico en diversos sentidos: desde la experiencia propia de lo espacial hasta la consideración crítica del concepto y de su aplicación a las diferentes ciencias. No obstante, es importante recordar que éste concepto también puede aplicarse a lo cultural.
En este sentido, "territorio" explica y describe el desenvolvimiento espacial de las relaciones sociales que establecen los seres humanos en los ámbitos cultural, social, político o económico.
Está compuesto por concatenaciones de expresiones simbólicas que permiten realizar una apropiación del entorno. De este modo, territorio pasa de ser sólo un punto geográfico y se transforma en el espacio vivido, mismo en el que la experiencia y la abstracción juegan un papel importante. Culturalemente hablando, territorio es la interpretación de la propiedad de una superficie terrestre concreta, es pensar el territorio como una construcción social mediada por la cosmovisión de la comunidad, asumirla como parte de sí mismo y de su identidad.